# クモイコザクラ
クモイコザクラ（雲居小桜、学名：Primula reinii var. kitadakensis）は、サクラソウ科サクラソウ属の多年草。コイワザクラ P. reinii var. reinii を分類上の基本種とする変種。別名、キヨサトコザクラ。

## 特徴
地下にある根茎は細く、数個の葉が束生する。葉には長い葉柄があり、白色の長い軟毛が密生する。葉身は径1.5-4cmの円形になり、基部は心形で、縁は基本種のコイワザクラより深く3分の1ほど裂けて掌状に7-9裂し、裂片に少数の粗い先がとがった鋸歯がある。葉の表面に白い軟毛が生えるが後にほとんど無毛になり、裏面の葉脈上に軟毛が多い。花期には葉は完全に展開していない。
花期は5月。花茎は高さ5-10cmになり、先端に1-3個の花を散形につけ、基部には開出した軟毛が生える。花茎の苞は披針形。萼片は長さ5-7mmになり、半ばまで5裂し、無毛。花冠は紫紅色で、花喉部は淡橙黄色、高杯状で径約2cm、先端は5裂して広く開き、裂片の先は約3分の1まで2裂する。花冠筒部の長さは萼片より長い。雄蕊は5個、雌蕊は1個で、雄蕊と雌蕊の長さは株により異なる。果実は蒴果で萼片より少し長い。

## 分布と生育環境
日本固有種。本州の秩父山地、八ヶ岳、南アルプス、富士山に分布し、高山帯から亜高山帯の湿った岩壁に生育する。

## 名前の由来
和名クモイコザクラは、「雲居小桜」の意で、高地に生える小型のサクラソウの意味。
種小名（種形容語）reinii は、ドイツ人地理学者のヨハネス・ユストゥス・ラインへの献名、変種名 kitadakensis は「北岳の」の意味。タイプ標本の採集地は、南アルプスの鋸岳。

## 種の保全状況評価等
絶滅危惧II類 (VU)（環境省レッドリスト）
（2020年、環境省）

## ギャラリー

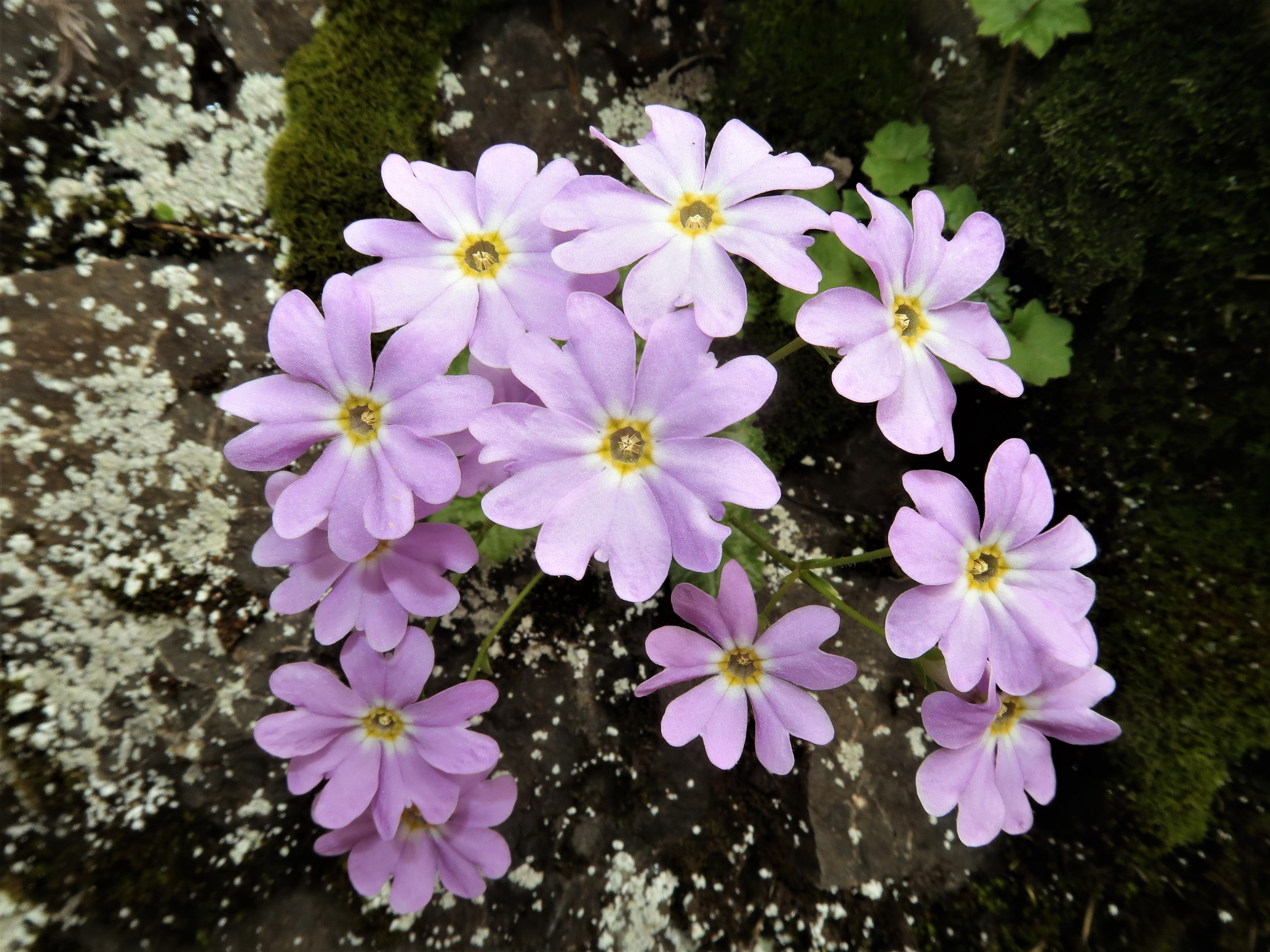
花冠は紫紅色で、花喉部は淡橙黄色、高杯状で径約2cm、先端は5裂して広く開き、裂片の先は約3分の1まで2裂する。
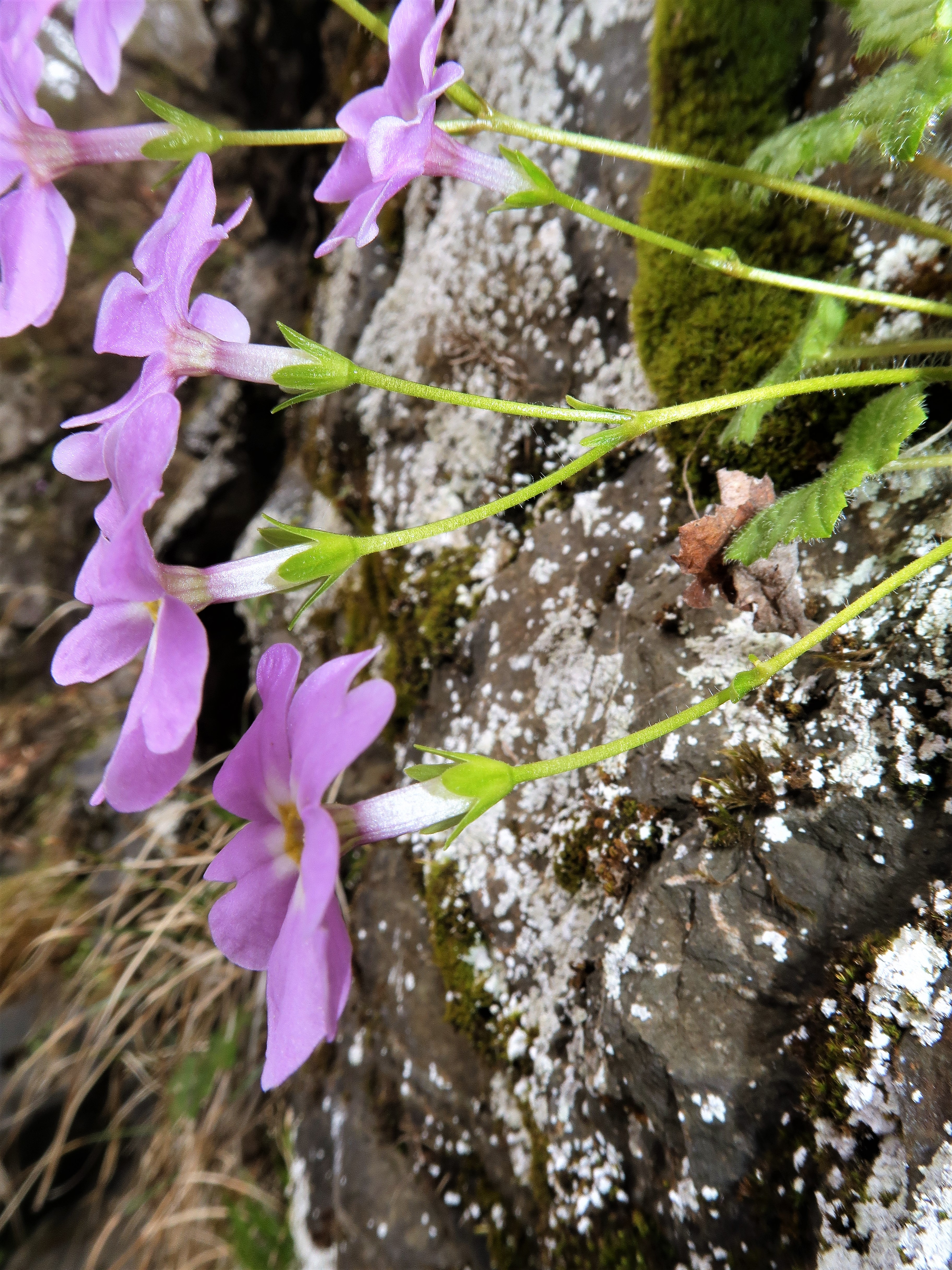
先端に1-3個の花を散形につける。花茎の苞は披針形。萼片は半ばまで5裂し、無毛。
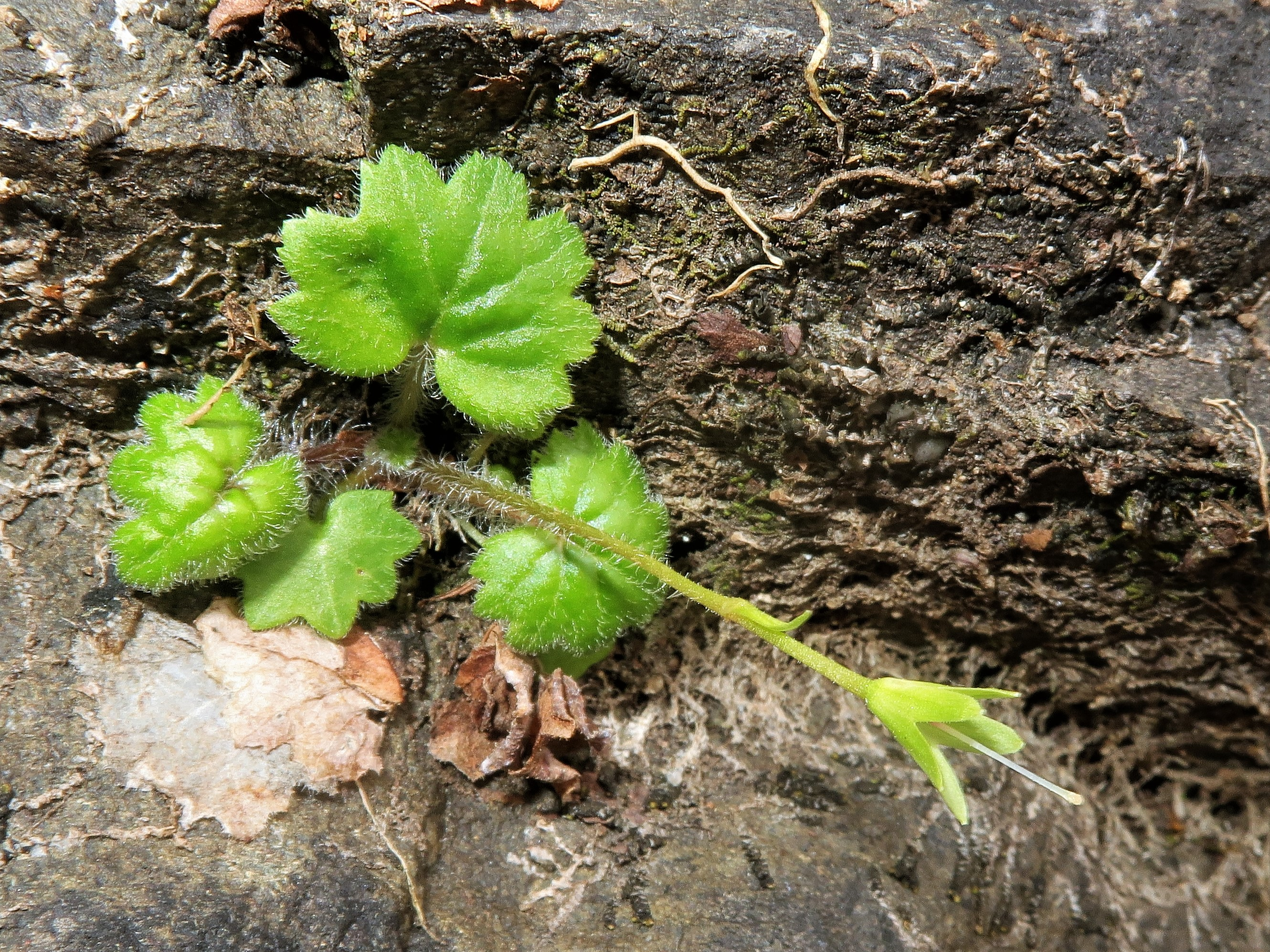
花茎の基部には開出した軟毛が生える。
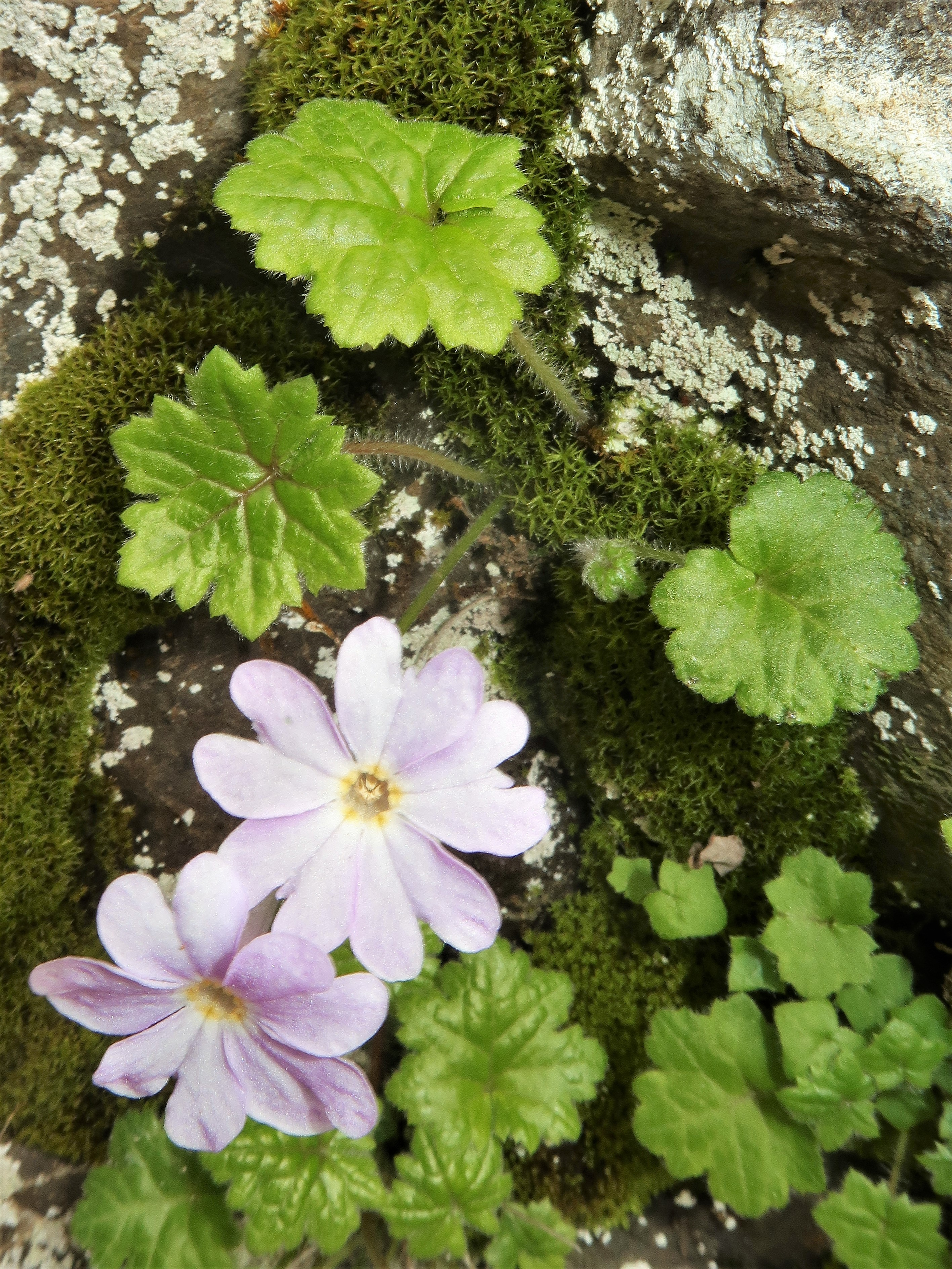
葉身は円形になり、基部は心形で、縁は基本種のコイワザクラより深く3分の1ほど裂けて掌状に7-9裂し、裂片に少数の粗い先がとがった鋸歯がある。
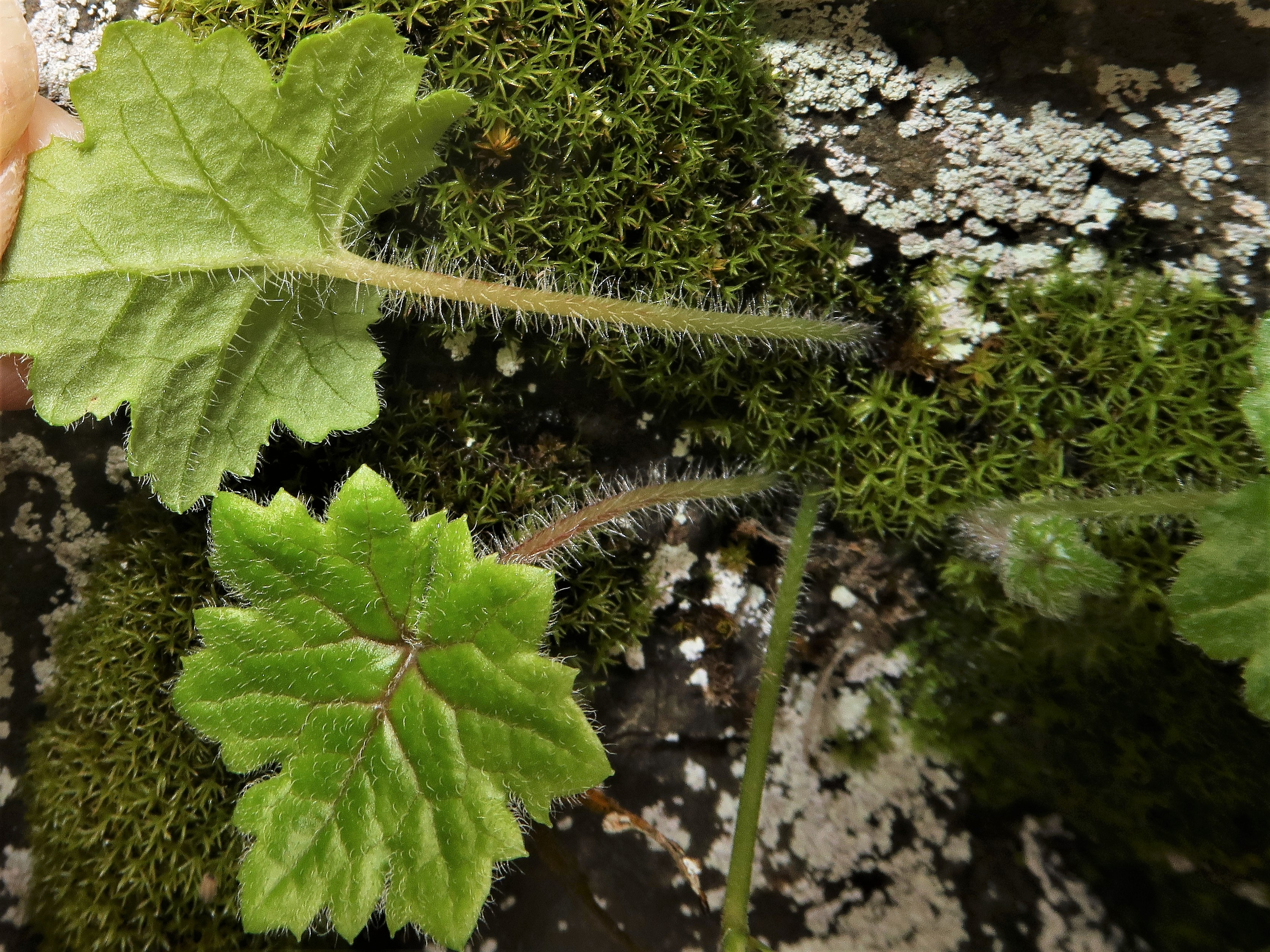
葉には長い葉柄があり、白色の長い軟毛が密生する。裏面の葉脈上に軟毛が多い。
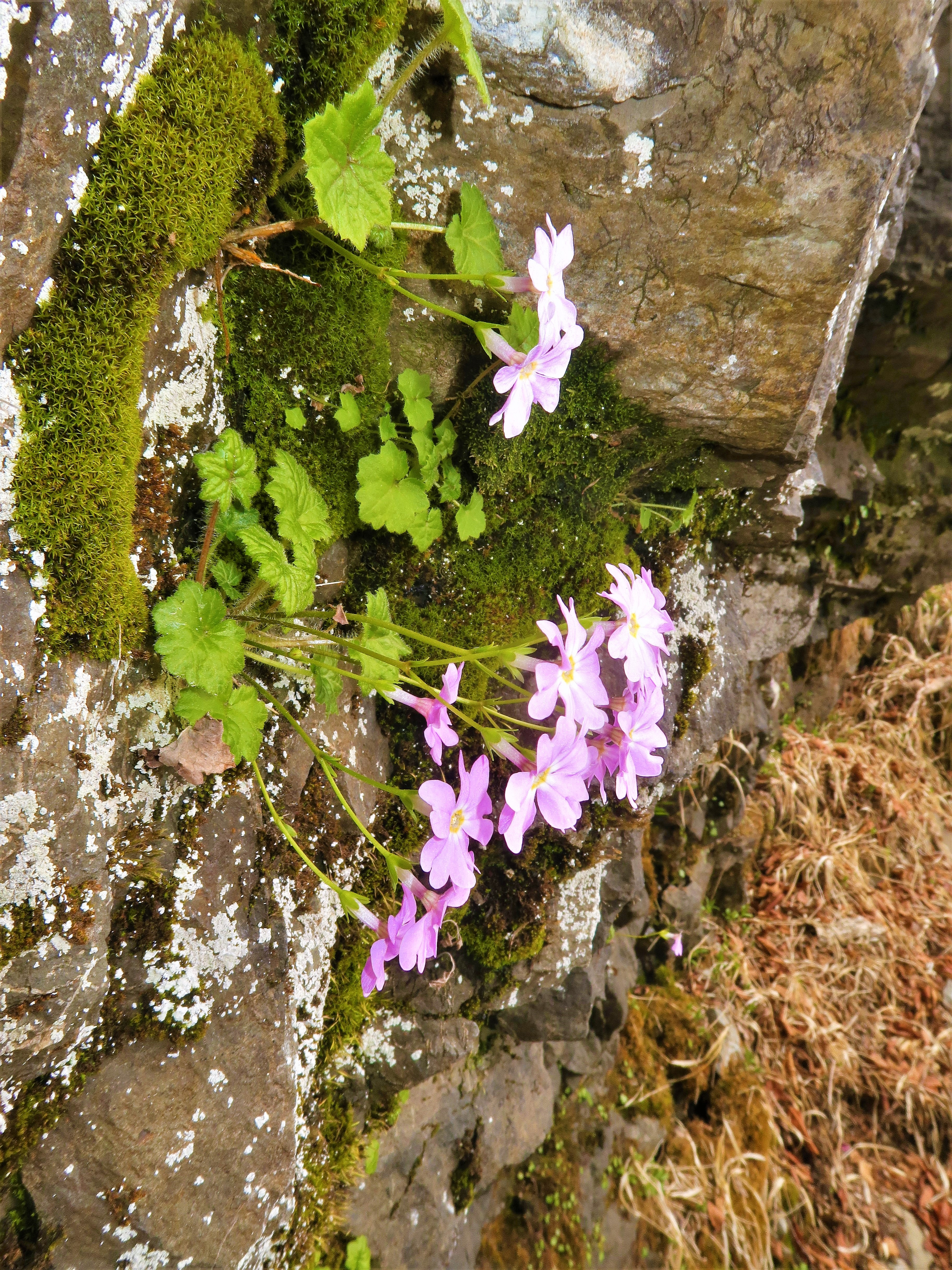
生育環境。湿った岩壁に生育する。

## 基本種および変種

### コイワザクラ
コイワザクラ Primula reinii Franch. et Sav. (1878) var. reinii - クモイコザクラの分類上の基本種。多年草。花茎は高さ5-10cmになり、葉の両面に軟毛が生え、葉身は円形から腎円形で、径1.5-4cm、果時には径5-7cmと大きくなる。クモイコザクラより葉の切れ込みが浅く7-9裂し、裂片の先端はとがった小裂片に3-5浅裂する。花は紅紫色から淡紅色、花冠は径1.8-2.5cm、花冠筒部は長さ8-10mmになる。日本固有種で、本州の富士山周辺、箱根、丹沢山、御蔵島、紀伊半島に分布し、山地の岩場に生育する。
絶滅危惧II類 (VU)（環境省レッドリスト）
（2020年、環境省）

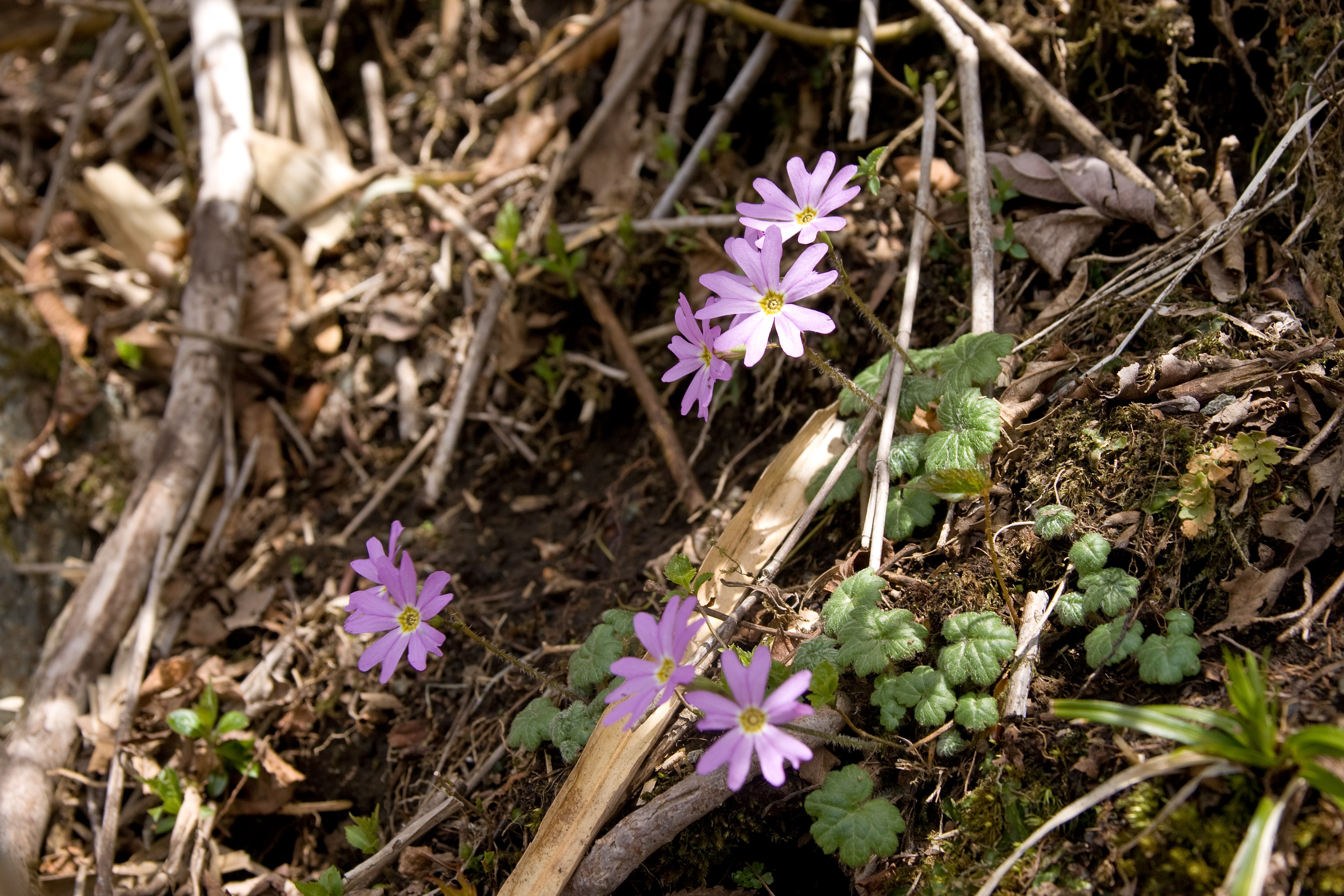
神奈川県丹沢山地檜洞丸 2011年5月上旬
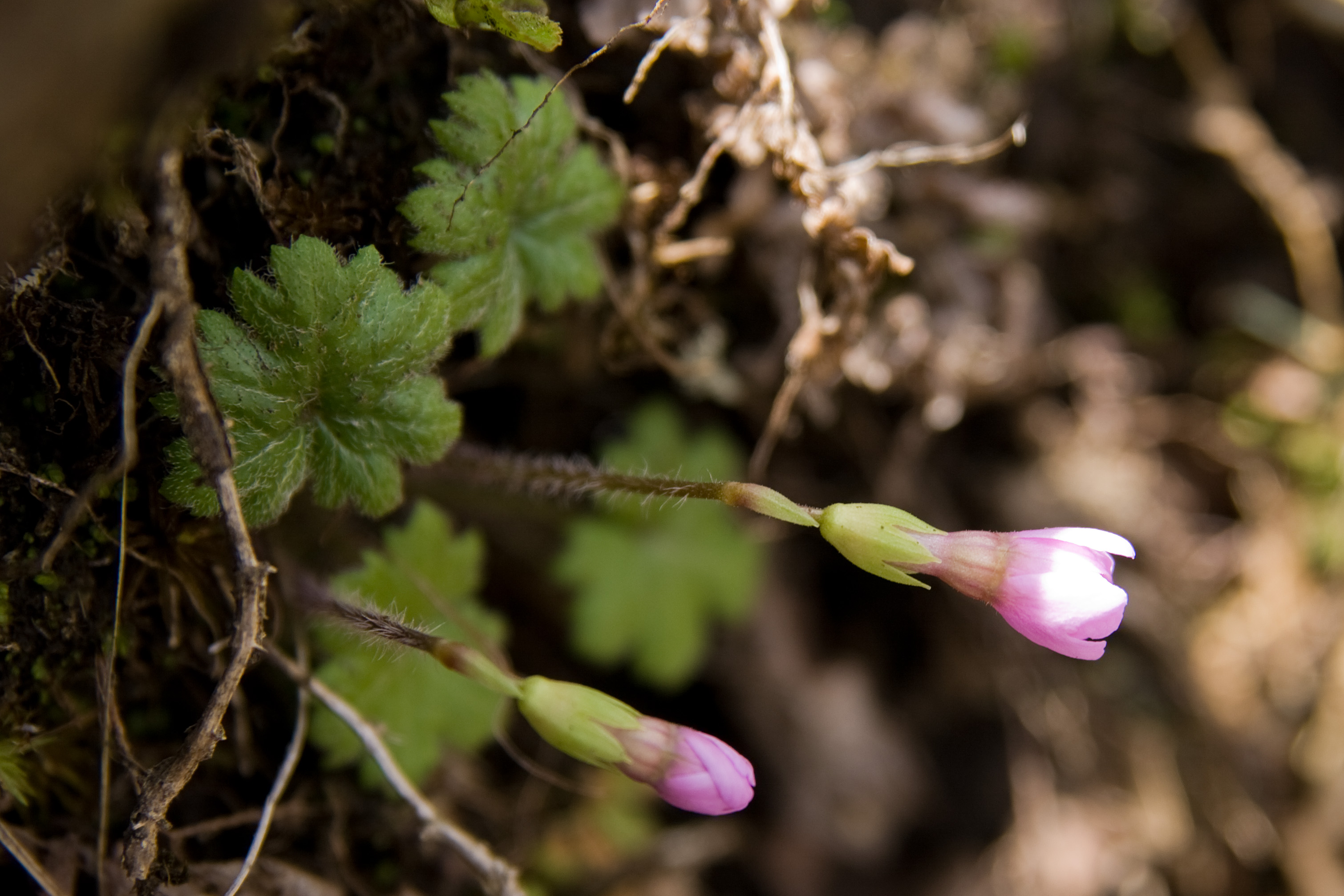
クモイコザクラより葉の切れ込みが浅い。

### ミョウギコザクラ
ミョウギコザクラ Primula reinii Franch. et Sav. var. myogiensis H.Hara (1955) - コイワザクラの変種。別名、ミョウギイワザクラ。多年草。基本種と比べ葉の切れ込みが少ない。葉はごく浅く裂け、歯牙はあまり目立たない。花時の葉の径は3cm、果時には径5cmになる。春先、葉が完全に展開する前に開花する。花は淡紅色で径約2cmになる。日本固有種で、群馬県妙義山周辺に分布し、岩場に生育する。環境省および群馬県のレッドリストでは、「ミョウギイワザクラ」の名称で選定されている。
絶滅危惧IA類 (CR)（環境省レッドリスト）
（2020年、環境省）

### チチブイワザクラ
チチブイワザクラ Primula reinii Franch. et Sav. var. rhodotricha (Nakai et F.Maek.) T.Yamaz. (1993) - コイワザクラの変種。多年草。花茎は高さ7-12cmになり、コイワザクラよりやや大型。葉柄や花茎の下部に暗赤色の毛がやや密に生える。葉の両面に軟毛が生え、遅くまで残る。葉身は卵形で、径3cm、果時には径5cmと大きくなる。葉の切れ込みはごく浅く掌状に裂け、裂片は円みをおびて不ぞろいの細かい鋸歯になる。葉の裏面や葉脈は赤みをおびる。花は紅紫色、花冠は径2-2.5cm、花冠筒部は長さ14-18mmになる。日本固有種、埼玉県秩父地方の武甲山特産で、石灰岩地の岩場のみに生育する。変種名 rhodotricha は「淡紅色の毛のある」の意味。同属のイワザクラ P. tosaensis の変種 P. tosaensis Yatabe var. rhodotricha (Nakai et F.Maek.) Ohwi (1954)とされたこともある。
絶滅危惧IA類 (CR)（環境省レッドリスト）
（2020年、環境省）